# Ahmad Parsa
Ahmad Parsa (persiska: احمد پارسا), född den 12 juli 1907 i Delaram, nära Tafresh, Iran, död den 4 juli 1997 i Kalifornien, USA, var en iransk botaniker och grundaren av modern botanisk vetenskap i sitt hemland.
Ahmad Parsa studerade naturvetenskap vid Lärarhögskolan i Teheran och fortsatte sedan sina studier vid Université de Rennes 1 och Poitiers universitet i Frankrike. Efter att ha avlagt doktorsexamen i Frankrike återvände han till Iran och blev 1933 den första moderna professorn i ämnet botanik i landet. Följande årtionde blev han professor i botanik vid det nygrundade Teherans universitet. Ahmad Parsa bidrog till att etablera ett naturhistoriskt museum med ett herbarium i Teheran 1954.
Auktorsnamnet Parsa kan användas för Ahmad Parsa i samband med ett vetenskapligt namn inom botaniken; se Wikipediaartiklar som länkar till auktorsnamnet.

## Verk
Ahmad Parsa skrev tio tvåspråkiga böcker (på persiska och franska) om Irans flora som publicerades 1943–1980 av Irans ministerium för vetenskap och högre utbildning. I dessa tio volymer beskriver Parsa över 250 nya arter. Han har också formellt publicerat 280 namn, inklusive Parsana, ett monotypiskt släkte av blomväxter från Iran som tillhör familjen Urticaceae.